# 1622
1622 (MDCXXII) var ett normalår som började en lördag i den gregorianska kalendern och ett normalår som började en tisdag i den julianska kalendern.

## Händelser

### Mars
- 29 mars – Norrtälje får stadsprivilegier.[1]

### April
- 17 april – Protestanterna besegrar kejsarens trupper i slaget vid Wiesloch.
- 26 april – Protestanterna besegras av kejsarens trupper i slaget vid Wimpfen.

### Juni
- 10 juni – Protestanterna besegras av kejsarens trupper i slaget vid Höchst.
- 22 juni – Umeå får stadsprivilegier.[2]

### Augusti
- 29 augusti – Spanska trupper besegrar tyska protestantiska i slaget vid Fleurus.

### November
- 20 november – Lilla tullen införs i Stockholm.
- 27 november – Sverige sluter stillestånd med Polen på två år.

### Okänt datum
- Lilla tullen, en avgift för att införa varor till städerna, införs i Sverige. Denna lilla beskattning väcker missnöje bland bönder och borgare, men kommer ändå att bestå i mer än två sekel.
- Det bestäms att Sverige ska sätta upp 30 fältregementen (varav sex från Finland), sammanlagt 36.000 man.
- Borås stad och Norrtälje stad samt danska Kristianstad får stadsprivilegium.
- Petrus Rudbeckius psalmbok Enchiridion utkommer.
- Laurentius Laurinus, rektor i Söderköping, utger en musiklärobok, Musicae rudimenta pro incipientibus necessaria.
- Den blivande hovkapellmästaren Tomas Bolttzius anländer till Sverige. Vid Gustav II Adolfs död skriver han två större sorgemusikverk.
- En katastrofal minskning av klädesexporten från England leder till att en permanent handelsmyndighet upprättas (senare Board of Trade).

## Födda
- 15 januari – Molière, fransk dramatiker.
- 7 februari – Vittoria della Rovere, toskansk storhertiginna och rådsmedlem.
- 8 september – Knut Kurck, svenskt riksråd.
- 15 oktober – Magnus Gabriel De la Gardie, svensk greve, riksmarskalk 1651–1653, riksskattmästare 1652–1660, rikskansler 1656–1680 och riksdrots 1680–1684.
- 31 oktober – Pierre Puget, fransk målare och skulptör.
- 8 november – Karl X Gustav, kung av Sverige 1654–1660 (född "om aftonen").

## Avlidna
- 23 januari – William Baffin, engelsk sjöfarare och upptäcktsresande.
- 25 januari – Karl Filip, svensk prins, son till Karl IX.
- 23 februari – Johann Crüger, tysk tonsättare och kantor.
- 24 april – Fidelis av Sigmaringen, katolsk ordenspräst och martyr; helgon.
- Hösten – Jesper Mattson Cruus af Edeby, svensk fältmarskalk, ämbetsman och riksråd, riksskattmästare sedan 1615.
- 7 december – Sofia av Brandenburg, tysk regent.
- 28 december – Frans av Sales, fransk teolog och kyrkolärare; helgon (1665).

### Fotnoter
1. ↑  Svensk rikskalender 1908 (läst 3 april 2011)
2. ↑  Umeå älvdal – Backens by Arkiverad 25 april 2016 hämtat från the Wayback Machine.